# Леммы

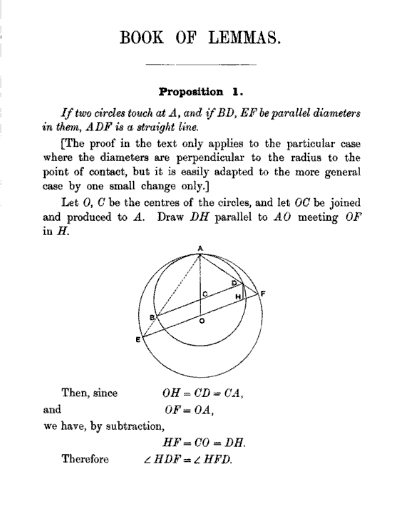
Первая страница «Лемм» на английском языке (1897)

«Леммы» — книга, приписываемая Архимеду арабским учёным Сабитом ибн Куррой. Книга написана более 2200 лет назад и состоит из 15 теорем о кругах и окружностях.

## История

### Переводы
Первый перевод «Лемм» на арабский язык сделал Сабит ибн Курра. Он приписывает авторство Архимеду. В 1661 году арабский текст был переведён на латынь и отредактирован Джованни Альфонсо Борелли. Этот перевод был опубликован под названием Liber Assumptorum.

### Авторство
Авторство «Лемм» остаётся вопросом. Одна из причин этому состоит в том, что в четвёртой теореме присутствует ссылка на Архимеда как на стороннее лицо; однако она могла быть добавлена переводчиком. Также существует версия, что «Леммы» могут быть сборником теорем Архимеда, который был составлен другим греческим автором.

## Новые геометрические фигуры
В «Леммах» вводится несколько новых геометрических фигур, среди которых арбелос и салинон.
|  |  |

Две равные архимедовы окружности-близнецы (красные) в арбелосе (серый)

В «Леммах» также рассматриваются Архимедовы окружности-близнецы (см. рис.).